# Resident Evil: Extinction
Resident Evil: Extinction är en film från 2007.

## Handling
Filmen utspelar sig några år efter den andra filmen Resident Evil: Apocalypse. Umbrella Corp har misslyckats, T-viruset har nu spridits över hela världen och nästan alla människor på jorden är döda. Alice, gömmer sig i öknen i Nevada och stöter där på en grupp med överlevande. Gruppen reser runt i en konvoj bland spillrorna som finns kvar av världen och försöker klara sig från alla zombies. Några av gruppens medlemmar har varit med i tidigare filmer bland annat Claire Redfield, Carlos Olivera och L.J medan andra är nya som till exempel K-Mart och 'Nurse Betty'. Alice har hittat en dagbok, där det står att det finns en plats i Alaska, som kallas Arcadia, som inte är infekterat av t-viruset.
Umbrella Corp., med vetenskapsmannen 'Dr. Isaacs' i spetsen, lyckas hitta Project Alice som Alice kallas av dem och försöker fånga henne. De har tidigare utfört experiment på henne och dessa har resulterat i superkrafter som hon uppvisar i några korta sekvenser i filmen. Umbrella Corp. misslyckas med tillfångatagandet och Alice bestämmer sig för att attackera en av deras baser som ligger i närheten.

## Om filmen
Resident Evil: Extinction regisserades av Russell Mulcahy. Filmens manus skrevs av Paul W.S. Anderson. Filmen är baserad på den populära serien tv- och datorspel från Capcom. 
Filmen är en fortsättning på Resident Evil-serien, och tar vid där den tidigare Resident Evil: Apocalypse (2004) slutade, detta är den tredje delen i filmserien. Även denna del är skriven av Paul W.S. Anderson som skrivit de andra delarna och var med och regisserade den första filmen Resident Evil (2002).

## Rollista (i urval)
- Milla Jovovich - Alice
- Ali Larter - Claire Redfield
- Oded Fehr - Carlos Olivera
- Ashanti - Betty
- Iain Glen - Dr. Isaacs
- Christopher Egan - Mikey
- Spencer Locke - K-Mart
- Matthew Marsden - Slater
- Linden Ashby - Chase
- Mike Epps - L.J.